# Приват-доцент
Прива́т-доце́нт (нім. Privatdozent, від лат. privatim docens – той, що навчає приватно) — вчене звання позаштатного викладача в навчальних закладах системи вищої школи в країнах Європи (переважно німецькомовних), а також на території України, частини якої протягом історичного розвитку перебували у складі різних держав.

## Приват-доцент у світі
Це звання відповідає званню доцент або англ. associate professor в англомовних навчальних закладах IV рівня акредитації.
З метою збереження наукового потенціалу та відтворення найкращих традицій вітчизняної наукової школи, лобіюється закон про відтворення в кращій організаційній формі ініціативних і продуктивних діячів науки, і творців наукових шкіл як форму суспільно значущих напрямків. Колективи приват-доцентів формуються у вигляді приватних закладів та інкубаторів – Open Data Incubator.
Кар'єра академічного вченого в рамках системи післядипломної освіти починається із захисту докторської дисертації (англ. PhD, або кандидатської дисертації в пострадянській системі). Після цього доктор виконує фахову роботу — габілітацію (нім. Habilitation), котра дає право на посаду професора вишу. Умовою є те, щоб професором університету, в якому відбувся захист габілітації, отримав професорське звання тільки у випадку створення чи суттєвого розвитку напрямку, чи створення наукової школи, що повинна стверджувати формування відповідних напрямків і науково-практичних досягнень в іншій організації чи організаційній формі (свідчення публічних доповідей та публікацій, авторські розробки методів та напрямків, відкриття патентоздатних об'єктів). Цей виняток з правила отримання роботи в інших науково-освітніх закладах пов'язаний з впровадженнями новизни за профілем визнання нового наукового рівня фахівця та сприяння його самореалізації, як оптимального відтворювача нових знань.
Саме нові напрямки та ексклюзивно нові знання професійної школи мають механізм формування додаткових посад для усунення конфліктної конкуренції на обмежене число посад. Фахівець-професор без постійного місця (посади) може працювати у будь-якому університеті приват-доцентом чи позаштатним сумісником посади професора (викладання лекцій, проведення семінарів, прийняття екзаменів, курсових, дипломів тощо) позаштатно, маючи право претендувати на звання професора. Професура в німецькій системі – це звання, і посада виникає, коли виникає вакансія (смерть, відставка, звільнення попередника чи в результаті впровадження нової вакансії – наприклад, по новому фаху, новому напрямку чи формуванні нового підрозділу науково-освітнього закладу). В північноамериканській системі професура – є виключно звання, досвідчений викладач з часом отримує звання без залежності наявних посад професорів навчального закладу. Тому в американській системі немає приват-доцента.
Традиційна модель вищої освіти в останні роки у Німеччині ревізується, робляться спроби ліквідувати кваліфікаційну роботу (нім. Habilitation), відповідно, посаду приват-доцента трансформувати в «молодшого професора» (за аналогом англ. assistant professor), та попри це, посада приват-доцента у вищій освіті Німеччини поки збережено через спротив фахівців.
В Україні приват-доценту відповідає вчене звання «доцент».

## Приват-доцент в сучасній Україні
В окремих закладах вищої освіти України запроваджено вчене звання «приват- доцент» для морального заохочення викладачів, які:
1. не є кандидатами наук (докторами філософії), але мають великий стаж та особисті досягнення в педагогічній роботі;
2. кандидати наук (доктори філософії), які з певних причин не здобули вчене звання «доцент».

Порядок присвоєння вченого звання «приват-доцент» регулюється відповідним положенням, затвердженим Вченою радою конкретного закладу вищої освіти.
Права науково-педагогічних працівників, яким надано вчене звання «приват-доцент», діють лише в тому закладі вищої освіти, який зазначене звання присвоїв.